# Dami Im
Dami Im (임다미, Im Da-mi) (Szöul, 1988. október 17. –) dél-koreai származású énekesnő és dalszerző.
Megnyerte az ausztráliai X-Faktor ötödik évadját, majd a Sony Music Australia szerződtette.
Az X-Faktor megnyerése után Im kiadta debütáló dalát, az Alive-ot, amely első helyezést ért el az ARIA Singles Chart-on. Ezt követte második, majd harmadik stúdióalbuma, a Heart Beats, mely 2014-ben jelent meg.
Ő képviselte Ausztráliát a 2016-os Eurovíziós Dalfesztiválon, Stockholmban a Sound of Silence című dalával, ahol második lett.

## Élete
Dami Im 1988. október 17-én született Szöulban. Ötéves korában kezdett zongorázni. Egyedül tanult, utánozva kedvenc művészeinek alkotásait. Kilenc évesen költözött Ausztráliába anyjával és öccsével, Kennyvel, mivel szüleik úgy gondolták, hogy itt jobb körülmények között nőhetnek fel. Brisbane-i nagybátyjuknál éltek, míg apja Dél-Koreában dolgozott, hogy eltartsa őket.
11 évesen kezdte tanulmányait a Young Conservatorium of Music-on, a Griffith Universityn. Országos döntős volt a Yamaha Ifjúsági Zongoraversenyen, többször is megnyerte a Nora Baird Ösztöndíjat és a Queenslandi Zongoraversenyt. A János Pál Főiskolát a Queensland-i Daisy Hillben végezte el, 2005-ben diplomázott. A Griffith University kortárs hangon végzett mesterképzést. Dr. Irene Bartlett tanította, aki szintén számos más ausztrál énekesnek tartott képzést, köztük Katie Noonannak, Megan Washingtonnak, Kristin Berardinek és Elly Hoynak. Mielőtt az X-Faktorban szerepelt, Im zene- és zongoratanár volt.

## Pályafutása

### 2010-2012
Dami Im rövid ideig egy gospel műfajban dolgozó énekesnő volt Koreában. 2010-ben megjelent debütáló stúdióalbuma, a Dream. Célja az volt, hogy pénzt gyűjtsön a gyülekezeti törekvésekért. 2011 júliusában Im újra kiadott egy albumot, majd ugyanebben az évben, december 5-én megjelent a Snow & Carol nevű karácsonyi játéka. 2012. július 9-én adta ki az Intimacyt.

### 2013 - Az X-Faktor
| Show            | Dal                                | Eredmény                                      |
| --------------- | ---------------------------------- | --------------------------------------------- |
| Meghallgatás    | Hero                               | Továbbjutott                                  |
| Kiképzőtábor    | I'm with You                       | Továbbjutott                                  |
| Kiképzőtábor    | Next to Me                         | Továbbjutott                                  |
| Kiképzőtábor    | Jolene                             | Kiesett, de visszavették Matt Gresham helyére |
| Hazai látogatás | If I Were a Boy                    | Továbbjutott                                  |
| 1. hét          | One                                | Jelölés                                       |
| 2. hét          | Purple Rain                        | Jelölés                                       |
| 3. hét          | Don't Leave Me This Way            | Jelölés                                       |
| 4. hét          | Roar                               | Jelölés                                       |
| 5. hét          | Best of You                        | Jelölés                                       |
| 6. hét          | Bridge over Troubled Water         | Jelölés                                       |
| 7. hét          | Clarity                            | Jelölés                                       |
| 8. hét          | You're the Voice                   | Jelölés                                       |
| 9. hét          | Saving All My Love for You         | Jelölés                                       |
| 9. hét          | Wrecking Ball                      | Jelölés                                       |
| 10. hét         | Hero                               | Megnyerte                                     |
| 10. hét         | And I Am Telling You I'm Not Going | Megnyerte                                     |
| 10. hét         | Alive                              | Megnyerte                                     |
| 10. hét         | Purple Rain                        | Megnyerte                                     |

### 2013-2015

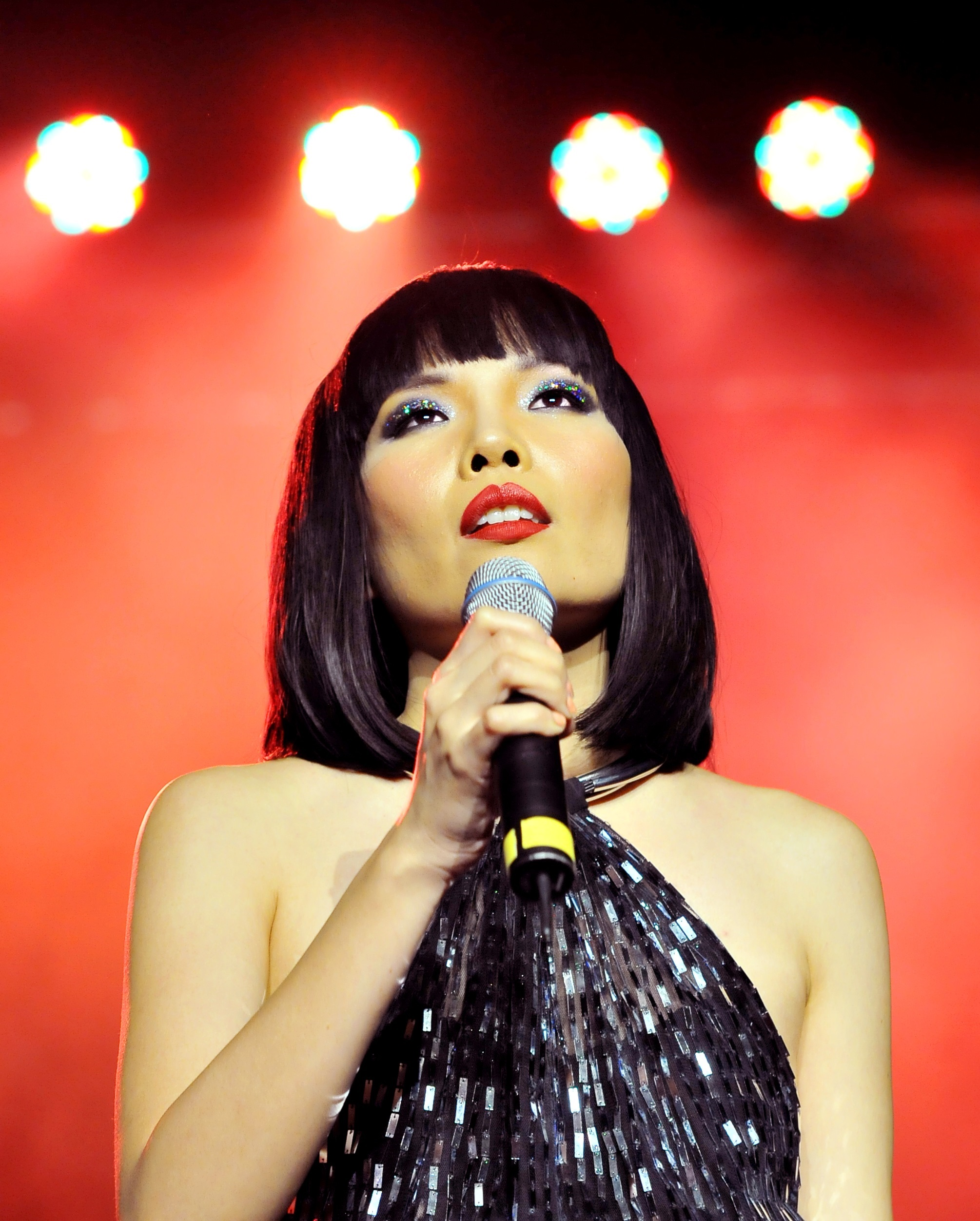
Dami Im 2013-ban.

Az X-Faktor megnyerése után Im megjelentette „Alive” című dalát az iTunes Store-on. Emellett felvételi szerződést kapott a Sony Music Australia-val. Négy nappal a kiadás után az „Alive” első helyezést ért el az ARIA Singles Chart-on. Az Ausztrál Recording Industry Association által hitelesített platina volt, több mint 70 000 példányszámban kelt el. Im saját, második stúdióalbuma 2013. november 15-én jelent meg, s olyan dalok stúdiófelvételeit szerepeltette, amelyekkel az X-Factorban szerepelt.
2014. január 19-én bejelentették, hogy Dami Im az Alannah Hill által tervezett őszi és téli kollekció arculata lesz. 2014 májusában a Priceline Pharmacy You Beauty kampányának nagykövetévé vált, amely az ausztrál nők sokszínűségét ünnepli.
Im harmadik stúdióalbuma, a Heart Beats, 2014. október 17-én jelent meg, s az ARIA Album Charts 7. számában debütált. Im hatodik vezető single-je, a „Smile” 2015. május 29-én jelent meg. 2015 júniusában megerősítést nyert, hogy Im a közelgő negyedik stúdiólemezén dolgozik.

### 2016
Meghívást kapott a kínai BTV televíziós csatorna nemzetközi bemutatójára, melyet a tavaszi fesztivál második napján sugároztak. Im egy „Close to You” című akusztikus kiadványt készített, majd csatlakozott a kínai kazah Tasikenhez (塔斯肯), hogy duettként előadja a népszerű „365 Mile Road”-ot (三百六十五里路) kínai nyelven.
Március 3-án jelentették be, hogy Im képviseli Ausztráliát a 2016-os Eurovíziós Dalfesztiválon, a „Sound of Silence” című dalával. Áprilisban kiadta új albumát, a Classic Carpenters-et.

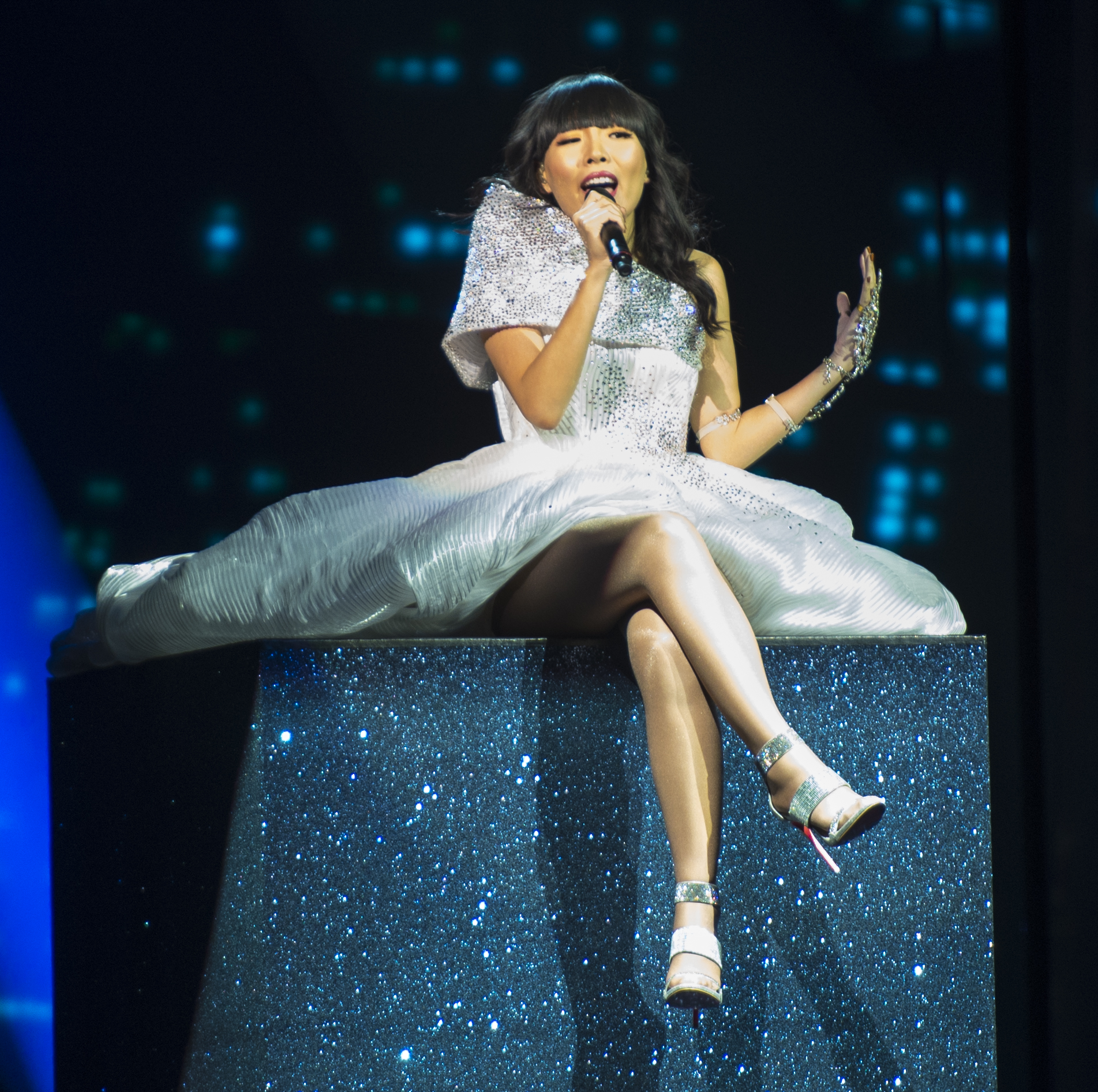
Im a 2016-os Eurovíziós Dalfesztiválon

A 2016-os Eurovíziós Dalfesztiválon. bejelentették, hogy a második elődöntőben kerül megrendezésre. Im tizedikként lépett színpadra, és sikeresen haladt a döntőbe a legmagasabb pontszámmal. Im volt az első ausztrál képviselő, aki előrelépést tett az elődöntőből a döntőbe. A döntőben Im tizenharmadikként énekelt, és 320 pontot ért el. A 2016-os Eurovíziós Dalfesztiválon második lett. A verseny után Im „Sound of Silence” című dala hatalmas sikert ért el Európa-szerte, s több mint ötvenezer példányban értékesítették. 2016 októberében Im kiadta a „Fighting for Love” című dalát.

## A divatban
Amellett, hogy Im énekesnő, divatirányzóként is elismerik őt. Az X-Factor alatt az extravagáns ruhákról volt ismert. Miután megnyerte az X-Factort, Imet különböző tervezők és divatcégek keresték, hogy megmutassák alkotásaikat, beleértve Alannah Hillt és Carla Zampattit is. Az Eurovíziós Dalfesztiválon Im ikonikus ruháját a jól ismert ausztrál dizájner, Steven Khalil tervezte.

## Filmográfia
| Év   | Film         |
| ---- | ------------ |
| 2014 | Paper Planes |
| 2016 | Trollok      |

## Magánélete
Im keresztény. Noah Kim-mel 2012 szeptemberében, Szöulban házasodtak össze. Im és férje a Daisy Hill-en, a Logan City külvárosában Queenslandben élnek. 2013 októberében a Logan City kulturális nagykövete volt.
Dami lelkesedik az édességekért. Gyakran oszt meg Instagram oldalán különböző ínyencségeket. Egy Facebook interjú során, amelyet a New Idea magazin 2016-ban jelentetett meg, Im azt nyilatkozta, hogy szeret otthon főzni. Azt mondta, kedvenc étele anyja házi készítésű koreai palacsintája.

## Jótékonykodása
Im a Compassion Australia egyik legaktívabb tagja és szenvedélyes támogatója. A 2016-os Eurovíziós Dalfesztivál után Ugandában Dami koncertet szervezett 200 ugandai gyermek számára. Fel szeretné hívni a világ figyelmét a szegénységére és arra, hogy támogassuk az embereket ilyen körülmények között. Azt nyilatkozta, hogy ugandai utazása célokat szolgáltat az életében és a munkájában.

## Fellépései
Im keresett művész mint Ausztráliában, mint bárhol másutt a világon. Számos jelentős rendezvényen jelent meg, mint például:
- 2016. február 10. - Dami Im a pekingi TV-ben, a tavaszi fesztivál megünneplését sugárzó Global Spring Fesztivál gálán mutatkozott be. A „(They Long to Be) Close to You” dallal szerepelt, valamint duettet alakított a kínai kazah énekessel, Tasikennel, a „365 Mile Road” (三百 六十 五里 路) című szerzeménnyel lépett színpadra több mint 200 millió ember előtt.
- 2016. május 12-15. - a „Sound of Silence” című dalával a 2016-os Eurovíziós Dalfesztiválon második lett Stockholmban, Svédországban.
- 2016. november 1. - A 2016-os Melbourne Cup-ban, a világszerte több mint 700 millióra becsült televíziós közönség előtt vett részt. A Royal Melbourne Philharmonic zenekar és kórus kíséretében szerepelt.

## Diszkográfia
| Év   | Album              |
| ---- | ------------------ |
| 2013 | Dami Im            |
| 2014 | Heart Beats        |
| 2016 | Classic Carpenters |

## Fordítás
- Ez a szócikk részben vagy egészben  a   Dami Im című angol Wikipédia-szócikk fordításán alapul.  Az eredeti cikk szerkesztőit annak laptörténete sorolja fel. Ez a jelzés csupán a megfogalmazás eredetét és a szerzői jogokat jelzi, nem szolgál a cikkben szereplő információk forrásmegjelöléseként.